# 브램턴 허니 배저스
브램턴 허니 배저스(영어: Brampton Honey Badgers)는 캐나다 온타리오주 브램턴을 연고지로 하는 CEBL 소속 프로 농구팀이다.

## 역대 홈경기장
| 해밀턴 허니 배저스/브램턴 허니 배저스 |               |                   |      |
| 경기장                                | 사용기간      | 장소              | 비고 |
| 퍼스트온타리오 센터                   | 2019년~2022년 | 온타리오주 해밀턴 | 빈칸 |
| CAA 센터                              | 2023년~현재   | 온타리오주 브램턴 | 빈칸 |